# Xylophanes irrorata
Espèce
Xylophanes  irrorata est une espèce de lépidoptères de la famille des Sphingidae, de la sous-famille des Macroglossinae, tribu des Macroglossini, sous-tribu des Choerocampina, et du genre Xylophanes.

## Description
L'envergure de l'imago varie autour de 61 mm. Le dessus et le dessous du corps et des ailes sont uniformément brun rosé pâle, bien que le dessous soit plus pâle que le dessus. La partie supérieure antérieure de la partie antérieure présente une ligne postmédiane brun foncé, avec une bordure proximale pâle, allant de la marge postérieure vers le sommet (sans toutefois l'atteindre). Le dessus des ailes postérieures a une zone basale brun olive.

## Biologie
Les imagos volent toute l'année.
Les larves se nourrissent sur Psychotria panamensis, Psychotria nervosa et  Pavonia guanacastensis. Les premiers stades sont généralement verts, mais il y a des formes vert sombre dans le stade final.

## Distribution et habitat
Distribution
L'espèce est connue à Cuba et aux Bahamas.

## Systématique
L'espèce Xylophanes  irrorata a été décrite par l'entomologiste américain Augustus Radcliffe Grote en 1865, sous le nom initial de Chaerocampa  irrorata.

### Synonymie
- Chaerocampa  irrorata Grote, 1865 Protonyme